# Mistrzostwa Europy w Koszykówce Mężczyzn 1969
Mistrzostwa Europy w koszykówce mężczyzn 1969 – XVI finały Mistrzostw Europy w koszykówce mężczyzn, które odbywały się od 27 września do 5 października w halach w Neapolu i Casercie. Reprezentacja Polski zajęła czwarte miejsce.

## Składy
1. ZSRR: Siergiej Biełow, Aleksandr Biełow, Modestas Paulauskas, Gennadij Wołnow, Priit Tomson, Anatolij Poliwoda, Zurab Sakandelidze, Władimir Andriejew, Aleksandr Kulkow, Aleksandr Bołoszew, Siergiej Kowalenko, Witalij Zastuchow. (Trener: Aleksander Gomelski)
2. Jugosławia: Krešimir Ćosić, Ivo Daneu, Nikola Plećaš, Vinko Jelovac, Damir Šolman, Rato Tvrdić, Ljubodrag Simonović, Trajko Rajković, Dragutin Čermak, Dragan Kapičić, Vladimir Cvetković, Zoran Marojević (Trener: Ranko Žeravica)
3. Czechosłowacja: Jiří Zídek, Vladimir Pištělák, Jiří Zedníček, František Konvička, Jiří Růžička, Jiří Ammer, Jan Bobrovský, Robert Mifka, Karel Baroch, Jiří Konopásek, Petr Novický, Jan Blažek (Trener: Nikolaj Ordnung)
4. Polska: Bohdan Likszo, Edward Jurkiewicz, Bolesław Kwiatkowski, Włodzimierz Trams, Andrzej Seweryn, Grzegorz Korcz, Waldemar Kozak, Henryk Cegielski, Jan Dolczewski, Marek Ładniak, Adam Niemiec, Krzysztof Gula. (Trener: Witold Zagórski)

## Klasyfikacja
| #  | Zespół         |
| -- | -------------- |
| 1  | ZSRR           |
| 2  | Jugosławia     |
| 3  | Czechosłowacja |
| 4  | Polska         |
| 5  | Hiszpania      |
| 6  | Włochy         |
| 7  | Bułgaria       |
| 8  | Węgry          |
| 9  | Rumunia        |
| 10 | Grecja         |
| 11 | Izrael         |
| 12 | Szwecja        |

## MVPturnieju
MVP –  Siergiej Biełow